# 昂内·霍尔姆斯特伦
昂内·霍尔姆斯特伦（瑞典語：Agne Holmström，1893年12月29日—1949年10月22日），瑞典男子田径运动员，主攻短跑。他曾代表瑞典参加1920年夏季奥林匹克运动会田径比赛，获得男子4×100米接力铜牌。